# SC Leipzig

Logo des SC Leipzig

Der Sportclub Leipzig war ein Leistungszentrum, das im Juli 1963 durch den Zusammenschluss von SC Rotation Leipzig und SC Lokomotive Leipzig entstand. Ende 1965 wurde der SC Leipzig umstrukturiert, in dessen Sektionen fortan nur noch olympische Sportarten betreut werden sollten. Dabei wurde unter anderem die Tischtennissektion ausgegliedert; sie schloss sich der BSG Lokomotive Leipzig-Mitte an.
Die Aufgabe des SC Leipzig im stützpunktorientierten DDR-Sportsystem war die Ausführung vor allem von Mannschaftssportarten, während im benachbarten SC DHfK Leipzig vorrangig die Individualsportarten gefördert wurden. Beide Sportclubs existierten unabhängig voneinander.
Nach Auflösung des SC Leipzig im Jahre 1993 wechselten viele seiner ehemaligen Sektionen zu anderen Leipziger Vereinen wie dem VfB Leipzig oder dem SC DHfK Leipzig. Spätestens mit der Insolvenz des VfB Leipzig im Jahre 2000 entstanden daraus eigenständige Vereine mit jeweils individuellem Profil wie der HC Leipzig und der Volleyballverein VV Leipzig.

## Sektion Handball

### Feldhandball
Die Feldhandballmannschaften vom SC Lokomotive Leipzig wurde vom SC Leipzig übernommen. Sowohl die Frauen als auch die Herren kämpften auch im SC Leipzig, und die Männer konnten 1965 den Meistertitel gewinnen und die Frauen 1967. Im Jahr 1967 wurde die Sektion ausgelöst, weil der Feldhandball-Punktspielbetrieb nach dieser Saison in der DDR eingestellt wurde.

#### Frauen

##### Geschichte
Die Saison 1963, welche die Leipziger Handballerinnen noch im SC Lokomotive Leipzig begonnen hatten, beendeten sie im SC Leipzig und verpassten als Zweiter in der zweiten Staffel die Teilnahme am Endspiel um die deutsche Meisterschaft. Sie bestritten aber gegen den Zweitplatzierten der ersten Staffel ein Spiel um Platz 3. In diesem Spiel unterlagen sie dem SC Empor Rostock mit 7:3. In der darauffolgenden Saison sicherte sich die Mannschaft vom SC Leipzig in der zweiten Staffel vor dem SC DHfK Leipzig den Sieg in der Staffel und qualifizierte sich damit für das Endspiel. Dort unterlagen die Leipziger dem SC Empor Rostock und mussten sich mit dem zweiten Platz begnügen.
In der Saison 1965 belegten die Leipzigerinnen in der zweiten Staffel den dritten Platz und verpassten damit das Endspiel. In der darauffolgenden Saison belegten sie hinter dem BSG Fortschritt Weißenfels den zweiten Platz in der zweiten Staffel. Die Saison 1967 wurde als eine „Pokalrunde“ ausgetragen. In der Gruppenphase konnte sich der SC Leipzig gemeinsam mit der SG Dynamo Leipzig durchsetzen. Im Viertelfinale setzten sich die Leipzigerinnen gegen die BSG Halloren Halle und im Halbfinale gegen die BSG Fortschritt Weißenfels durch. Im Finale traf man auf den SC Empor Rostock und konnte sich knapp mit 11:10 durchsetzen und die deutsche Meisterschaft sichern.

##### Erfolge
- Deutscher Meister: 1967

#### Männer

##### Geschichte
Wie bei den Frauen starten auch die Männer in die Saison 1963 als Teil der SC Lokomotive Leipzig und beendeten die Saison als Teil des SC Leipzig. Die Mannschaft belegte in der ersten Staffel hinter dem SC Dynamo Berlin den zweiten Platz und verpasste damit die Qualifikation für das Endspiel um die DDR-Meisterschaft. In der darauffolgenden Saison verpasste man erneut das Endspiel, weil man in der zweiten Staffel hinter dem ASK Vorwärts Berlin den zweiten Platz belegte. In der Saison 1965 sicherten sich die Handballer des SC Leipzig in der Staffel 1 vor dem ASK Vorwärts Berlin den Staffelsieg und qualifizierten sich für das Endspiel um die deutsche Meisterschaft und für die eingleisige DDR-Oberliga 1966. Im Heinz-Steyer-Stadion in Dresden trafen die Leipziger im Endspiel auf den SC Dynamo Berlin. Durch einen 19:15-Erfolg sicherten sich die Leipziger den DDR-Meistertitel im Feldhandball.
Als Titelverteidiger konnte man in der eingleisigen DDR-Oberliga 1966 nicht an die guten Leistungen des Vorjahres anknüpfen und belegte am Saisonende nur den vierten Platz. Zudem landete man hinter dem Lokalrivalen SC DHfK Leipzig, der die Saison auf dem dritten Platz beendete. In der letzten Feldhandball-Saison musste man sich nochmals mit dem vierten Platz zufriedengeben.

##### Erfolge
- Deutscher Meister: 1965

### Hallenhandball
Wie auch im Feldhandball übernahm der SC Leipzig die Hallenhandball-Abteilung des SC Lokomotive Leipzig. Sowohl die Frauenmannschaft als auch die Männerschaft konnten große Erfolge feiern. Nach der Auflösung des SC Leipzig schlossen sich die Frauen dem VfB Leipzig an. Im Gegensatz dazu schlossen sich die Männer dem SC DHfK Leipzig an, wo sie die ehemalige Handballsektion wieder belebten.

#### Frauen

##### Geschichte
Die Handballmannschaft verpasste in ihrer Premierensaison 1963/64 das Endspiel um die deutsche Meisterschaft, weil sie hinter dem Titelverteidiger BSG Fortschritt Weißenfels den zweiten Platz in der Staffel II belegte. Durch diese Platzierung qualifizierte man sich für die neugegründete DDR-Oberliga. In der ersten DDR-Oberliga-Saison sicherten sich die Leipziger ungeschlagen den Meistertitel vor dem SC Empor Rostock. Hinter dem SC Empor Rostock verpasste man in der Saison 1965/66 die Titelverteidigung. Als DDR-Meister durften die Leipziger in der Saison 1965/66 zudem am Europapokal der Landesmeister teilnehmen. Gleich bei der ersten Teilnahme erreichte man das Finale und traf auf den Vorjahressieger HG Kopenhagen. Nachdem man im Hinspiel in Kopenhagen die Däninnen mit 7:6 besiegt hatte, sicherten sich der SC Leipzig im Rückspiel durch einen 10:5-Sieg den Europapokal der Landesmeister. Somit ist der SC Leipzig das erste deutsche Team, das diesen Titel gewinnen konnte.
In der Saison 1966/67 konnte sich der SC Leipzig erneut nicht gegen den SC Empor Rostock durchsetzen. Durch den Sieg im Europapokal im letzten Jahr durfte die Mannschaft auch am Europapokal der Landesmeister 1966/67 teilnehmen. Die Leipzigerinnen schafften es erneut ins Finale und trafen dort auf den Žalgiris Kaunas aus der Sowjetunion. Im Gegensatz zum letzten Jahr wurde das Finale in nur einem Spiel ausgetragen. Dieses Spiel verloren die Leipzigerinnen knapp mit 7:8 und verpassten damit die Titelverteidigung.
In der Saison 1967/68 konnte sich der SC Leipzig zum zweiten Mal in seiner Geschichte den DDR-Meistertitel im Hallenhandball vor dem Titelverteidiger SC Empor Rostock sichern. Mit diesem Titelgewinn begann die Dominanz der Leipzigerinnen. Erst in der Saison 1973/74 ging der Titel an eine andere Mannschaft als den SC Leipzig. In dieser Saison belegten sie hinter dem TSC Berlin den zweiten Platz. Im Europapokal der Landesmeister konnten die Leipziger in dieser Zeit 1970, 1972 und 1974 das Finale erreichen. Im Jahr 1970 verlor man gegen Spartak Kiew mit 7:9. Zwei Jahre später war wieder der Verein aus der Sowjetunion der Gegner der Leipzigerinnen, und durch eine 8:12-Niederlage verpasste man den zweiten Gewinn des Europapokals der Landesmeister. Auch in der Saison 1973/74 trafen die Leipzigerinnen auf Spartak Kiew und konnten Revanche nehmen. Durch einen 12:10-Sieg sicherten sich die Leipzigerinnen den zweiten Titel in diesem Wettbewerb.
Im Jahr 1969 wurde der DHV-Kleinfeldpokal ausgetragen, wo sich die Leipzigerinnen gemeinsam mit dem TSC Berlin in der Gruppe B für die K.-o.-Phase qualifizieren konnte. Nach einem Sieg gegen SC Empor Rostock standen die Leipzigerinnen im Finale und trafen dort auf den Gruppengegner TSC Berlin. Durch einen 9:3-Sieg sicherten sich die Leipzigerinnen den Titel. In der Saison 1970/71 wurde erstmals der FDGB-Pokal ausgetragen, an welchem zuerst keine DDR-Oberliga-Mannschaften teilnehmen durften. Der SC Leipzig nahm mit seiner Zweitvertretung an dem Wettbewerb teil, welche sich für die Endrunde qualifizieren konnte. Der SC Leipzig konnte bei der Endrunde alle anderen Mannschaften besiegen und sicherte sich damit den ersten FDGB-Pokal. Nachdem sich der SC Leipzig II nicht für den FDGB-Pokal 1971/72 qualifiziert hatte, konnten sie sich ein Jahr später für den FDGB-Pokal qualifizieren. Nachdem die Mannschaft die Vorrunde überstanden hatte, konnten sie erneut alle Spiele in der Endrunde, die in Waren (Müritz) ausgetragen wurde, gewinnen und sicherten sich damit zum zweiten Mal den Meistertitel.
In der Saison 1974/75 und 1975/76 sicherte sich der SC Leipzig die DDR-Meistertitel Nr. 8 und 9. Im Jahr 1975 wurde zum zweiten und letzten Mal ein DHV-Pokal ausgetragen, und er diente in der Saison 1975/76 zur Überbrückung der Vorbereitungszeit zur WM 1975. In der Staffel Süd setzten sich der SC Leipzig und der SC Magdeburg durch. Nachdem die Leipziger den SC Empor Rostock im Halbfinale besiegt hatten, stand man dem SC Magdeburg im Finale gegenüber, und die Handballerinnen vom SC Leipzig unterlagen den Magdeburgerinnen mit 18:13. In der Saison 1976/77 konnte erneut der TSC Berlin Meister werden, und der SC Leipzig musste sich mit dem zweiten Platz begnügen. In dieser Saison erreichten die Leipzigerinnen aber zum sechsten und letzten Mal das Finale des Europapokals der Landesmeister. Wie bei den letzten drei Finalteilnahmen trafen die Leipzigerinnen auf Spartak Kiew, und nach einer 7:15-Niederlage mussten sich die Leipzigerinnen zum dritten Mal dem Verein aus der Sowjetunion geschlagen geben.
In der Saison 1977/78 sicherten sich die Leipzigerinnen erneut den DDR-Meistertitel. Mit diesen Meistertitel ging die Leipziger Dominanz zu Ende. In elf Spielzeiten sicherte sich der SC Leipzig mit Spielerinnen wie Waltraud Kretzschmar, Petra Uhlig und Hannelore Zober neun Meisterschaften. In dieser Saison nahm der SC Leipzig zudem am Europapokal der Pokalsieger teil, weil der Pokalsieger TSC Berlin als Meister am Europapokal der Landesmeister teilnahm und der SC Leipzig als Vertreter bestimmt wurde. In der zweiten Austragung dieses Wettbewerbs erreichten die Leipziger das Finale und trafen in Budapest im Finale auf Ferencváros Budapest. Durch eine knappe 17:18-Niederlage verpassten die Leipzigerinnen den Gewinn des Titels.
Nachdem man in der Saison 1978/79 den zweiten Platz belegt hatte, musste sich der SC Leipzig in der Saison mit der vierten und damit der schlechtesten Platzierung in der Vereinsgeschichte zufriedengeben. Nachdem in der Saison ... sogar nur der fünfte Platz erreicht worden war, kam es in der Saison 1982/83 zum Aufschwung. Hinter dem ASK Vorwärts Frankfurt und dem SC Magdeburg belegten die Leipzigerinnen den dritten Platz. Im FDGB-Pokal der Saison, in der seit 1977 auch DDR-Oberliga-Mannschaften teilnehmen dürfen, erreichte die Leipziger Mannschaft die Endrunde, wo sie alle Spiele gewinnen konnte und damit zum ersten Mal DDR-Pokalsieger wurde. In der darauffolgenden Saison kämpften die Leipzigerinnen mit um den Titel und sicherten sich ihn aufgrund der besseren Tordifferenz im Vergleich zum SC Magdeburg. In dieser Saison sicherte sich die Leipziger Spielerin Kerstin Nindel mit 111 Toren die Torschützenkrone.
In der darauffolgenden Saison belegte man hinter dem ungeschlagenen Meister ASK Vorwärts Frankfurt den zweiten Platz und qualifizierte sich dadurch für den IHF-Pokal der kommenden Saison. Während man in der DDR-Oberliga erneut nicht über den vierten Platz hinauskam, konnten die Leipzigerinnen im IHF-Pokal 1985/86 für Aufsehen sorgen. Nachdem man im Viertelfinale den bulgarischen Verein VIF Georgi Dimitrov besiegt hatte, erreichte man nach spannenden Halbfinalspielen gegen Družstevník Topoľníky aus der Tschechoslowakei das Finale. Im Finalhinspiel in Debrecen verlor die Mannschaft gegen Debreceni MVSC mit 22:16. In der heimischen Sporthalle Brüderstraße in Leipzig konnte der SCL das Spiel deutlich mit 25:15 gewinnen und damit die Schlappe aus dem Hinspiel wettmachen. Die Leipzigerinnen sicherten nach dem ASK Vorwärts Frankfurt als zweite Mannschaft den IHF-Pokal.
In der Saison 1986/87 wurden die Handballerinnen des SC Leipzig erneut DDR-Vizemeister hinter dem dominierenden ASK Vorwärts Frankfurt. Durch ihre Vorjahresplatzierung in der DDR-Oberliga war der SC Leipzig für die Endrunde des FDGB-Pokals gesetzt und konnten dort 4 von 5 Partien für sich entscheiden. Damit sicherte er sich auch den FDGB-Pokal zum zweiten und letzten Mal. In der darauffolgenden Saison entschied sich die Meisterschaft erst am letzten Spieltag zwischen dem SCL und dem ASK Vorwärts Frankfurt. Vor dem letzten Spieltag führte der SCL nur aufgrund der besseren Tordifferenz vor den Frankfurterinnen. Am letzten Spieltag trafen diese beiden Mannschaften ausgerechnet aufeinander, und durch einen knappen 22:21-Auswärtssieg sicherte sich der SCL seine insgesamt 12. Meisterschaft.
In den beiden Spielzeiten 1988/89 und 1989/90 musste sich der SC Leipzig jeweils mit der Vizemeisterschaft hinter dem SC Empor Rostock und dem ASK Vorwärts Frankfurt begnügen. Die Saison 1990/91 wird noch als DDR-Saison gezählt, aber es wurde nicht mehr in der DDR-Oberliga gespielt, sondern in der 1. Liga. Der SC Leipzig konnte sich vor dem BFV Frankfurt/Oder, dem Nachfolger des ASK Vorwärts, den insgesamt 13. DDR-Meistertitel sichern. Mit diesen 13. Meistertitel ist der SC Leipzig der Rekordmeister im DDR-Hallenhandball. Wenn man die beiden DDR-Meistertitel der „Vorgängervereine“ BSG Rotation Leipzig-Mitte und SC Lokomotive Leipzig mitzählt, sind es sogar 15 Meistertitel.
In der Saison 1991/92 startete der SC Leipzig in der Handball-Bundesliga, welche einmalig in zwei Staffeln ausgetragen wurde. In der Staffel Süd belegten die Leipziger hinter dem TV Lützellinden den zweiten Platz und qualifizierten sich dadurch für die Playoffs und die eingleisige Handball-Bundesliga. In den Playoffs schied man im Viertelfinale gegen den BFV Frankfurt aus. In dieser Saison durften die Leipziger zudem am IHF-Pokal teilnehmen und konnten dort überraschen. Wie 1986 erreichten sie das Finale und trafen dort auf TJ Tempo Partizánske aus der Tschechoslowakei. Die beiden Finalspiele konnten die Leipzigerinnen für sich entscheiden und zum zweiten Mal den IHF-Pokal gewinnen.
In der eingleisigen Handball-Bundesliga belegten die Leipzigerinnen in der Saison 1992/93 hinter dem TV Lützellinden und dem TuS Walle Bremen den dritten Platz. Nach dieser Saison wurde der SC Leipzig aufgelöst und die Handballerinnen schlossen sich dem neugegründeten VfB Leipzig an.

##### Erfolge
- Sieger vom Europapokal der Landesmeister: 1966, 1974
- Finalist beim Europapokal der Landesmeister: 1967, 1970, 1972, 1977
- Finalist beim Europapokal der Pokalsieger: 1978
- IHF-Pokal-Sieger: 1986, 1992
- DDR-Meister: 1965, 1968, 1969, 1970, 1971, 1972, 1973, 1975, 1976, 1978, 1984, 1988, 1991
- FDGB-Pokalsieger: 1971 (II. Mannschaft), 1973 (II. Mannschaft), 1983, 1987

##### Bekannte Spielerinnen
- Waltraud Kretzschmar
- Christina Rost
- Petra Uhlig
- Hannelore Zober

#### Männer

##### Geschichte
In der Premierensaison 1963/64 landete man in der zweiten Staffel den zweiten Platz hinter dem SC DHfK Leipzig und verpasste damit das Endspiel um die deutsche Meisterschaft. Durch den zweiten Platz qualifizierten sie sich aber für die neugegründete eingleisige DDR-Oberliga. Bis zur Saison 1966/67 landeten die Leipziger immer hinter dem Lokalrivalen SC DHfK Leipzig. Erst in der Saison 1967/68 konnte der SC Leipzig sich vor dem Lokalrivalen platzieren, weil der SC Leipzig den dritten Platz belegt hatte und der SC DHfK den vierten Platz.
In der Saison 1968/69 kämpfte der SC Leipzig mit dem SC Dynamo Berlin um den DDR-Meistertitel. Die Leipziger belegten nur aufgrund des schlechteren Torverhältnisses den zweiten Platz und verpassten den Meistertitel. In den beiden darauffolgenden Spielzeiten konnte der SCL nicht an die Leistungen der Saison 1968/69 anknüpfen. Im Gegensatz dazu lief die Saison 1971/72 besser, und die Leipziger konnten sich ungeschlagen ihren ersten DDR-Meistertitel sichern. Als DDR-Meister wären sie in der Saison 1972/73 für den Europapokal der Landesmeister qualifiziert. Dort erreichten die Leipziger das Halbfinale und schieden gegen die sowjetische Mannschaft und späteren Titelträger MAI Moskau aus. In der Liga verpassten die Leipziger als Vierter klar die Titelverteidigung.
Nachdem man in der Saison 1973/74 nicht in das Titelrennen hatte eingreifen können und nur den sechsten Platz belegt hatte, schafften sie in der darauffolgenden Saison in der Hauptrunde den fünften Platz und qualifizierten sich für die Meisterschaftsrunde. In dieser Runde belegten die Leipziger den dritten Platz, sodass sie in der Endabrechnung auch den dritten Platz belegten. Nach der Saison wurde dem Stützpunktsystem des DDR-Sports folgend der Beschluss gefasst, dass künftig nur noch eine Leipziger Mannschaft in der Oberliga spielen sollte. Aus diesen Beschluss folgte, dass die Handballsektion des SC DHfK Leipzig in den SC Leipzig integriert wurde und damit eine der erfolgreichsten Handballsektionen von der Landkarte verschwand.
Die neu formierte Leipziger Mannschaft, die nun aus den besten Spielern beider Vereine bestand, errang in der Saison 1975/76, nachdem sie in der Hauptrunde den zweiten Platz belegt hatte, ihren zweiten DDR-Meistertitel. Im Europapokal der Landesmeister 1976/77 konnten sie nicht erneut für Furore sorgen. In der ersten Runde trafen die Leipziger auf den ZSKA Moskau und schieden gegen den späteren Finalisten aus dem Pokal aus. In der Liga enttäuschten die Leipziger und belegten in der Hauptrunde nur den siebten Platz und mussten in die Abstiegsrunde. Dort konnten sich die Leipziger letztlich souverän durchsetzen und die Klasse halten.
In der Folgezeit landete der SCL bis zum Ende der DDR-Oberliga immer unter den ersten Fünf. Nachdem man in der Saison 1977/78 den dritten Platz belegt hatte, sicherte sich die Leipziger Mannschaft vor dem SC Magdeburg in der Saison 1978/79 ihren dritten und letzten DDR-Meistertitel. Durch den Meistertitel hätten sie eigentlich am Europapokal der Landesmeister 1979/80 teilnehmen dürfen, aber aufgrund der Olympischen Spiele 1980 nahmen sie genauso wie Mannschaften aus Polen, Rumänien und der Sowjetunion nicht an dem Wettbewerb teil. In der Liga kam die Mannschaft nach dem Meistertitel nicht über den vierten Platz hinaus. Bei den Olympischen Spielen 1980 waren insgesamt drei Spieler dabei, und die DDR-Mannschaft gewann das Handball-Turnier und damit auch die olympische Goldmedaille.
In der Saison 1980/81 und 1981/82 belegte die Mannschaft den dritten bzw. vierten Platz. Im FDGB-Pokal 1981/82 erreichten die Leipziger die Endrunde und gewannen alle Spiele der Endrunde. Dadurch sicherten sich die Leipziger zum ersten und einzigen Mal den FDGB-Pokal. In der darauffolgenden Saison nahm die Mannschaft am Europapokal der Pokalsieger 1982/83 teil. Im Viertelfinale schieden die Leipziger gegen den ungarischen Verein Volán Szeged aus dem Wettbewerb aus. In der Liga belegten die Leipziger den dritten Platz. Bis zur Saison 1990/91 belegte die Leipziger Mannschaft immer Plätze zwischen dem dritten und fünften Platz.
Durch den dritten Platz in der Saison 1990/91 qualifizierte sich der SC Leipzig für die einmalig zweigleisig ausgetragene Handball-Bundesliga 1991/92. In der Staffel Süd belegte man nur den neunten Platz und qualifizierte sich damit nicht für die nächste Saison der Handball-Bundesliga, welche wieder eingleisig ausgetragen wurde. In der Saison 1992/93 wurden sie in der 2. Bundesliga in die Staffel Süd einsortiert. Dort belegten sie den elften Platz und konnten die Klasse nur halten, weil der VfL Günzburg und der TuS 04 Kaiserslautern-Dansenberg sich freiwillig aus der 2. Bundesliga zurückzogen. Nach der Saison wurde der SC Leipzig aufgelöst, und die Männermannschaft schloss sich dem ehemaligen Lokalrivalen SC DHfK Leipzig an, wo sie den Handballsport wieder belebten.

##### Erfolge
- DDR-Meister: 1972, 1976, 1979
- FDGB-Pokalsieger: 1982

##### Bekannte Spieler
- Peter Döring
- Lothar Doering
- Klaus Gruner
- Axel Kählert
- Karlheinz Rost
- Peter Rost
- Siegfried Voigt

## Sektion Fußball

### Geschichte
| Saison  | Liga         | Platz | S  | U | N  | Tore  | Punkte | FDGB-Pokal    |
| ------- | ------------ | ----- | -- | - | -- | ----- | ------ | ------------- |
| 1963/64 | DDR-Oberliga | 3.    | 12 | 8 | 6  | 34:27 | 32:20  | Finale        |
| 1964/65 | DDR-Oberliga | 4.    | 12 | 6 | 8  | 53:34 | 30:22  | Viertelfinale |
| 1965/66 | DDR-Oberliga | 3.    | 13 | 2 | 11 | 50:41 | 28:24  | Achtelfinale  |

Durch die Zusammenlegung des SC Rotation Leipzig und des SC Lokomotive Leipzig kam es zu großen Veränderungen im Leipziger Spitzenfußball. Die vermeintlich besten Spieler der beiden Fußballmannschaften wurden Teil der Fußballmannschaft des SC Leipzig. Die übrigen Spieler wurden dem wiederbelebten Vorgänger des SC Lokomotive Leipzig, der BSG Chemie Leipzig, zugeteilt. Aus diesem Grund wird die Mannschaft von der BSG Chemie Leipzig auch „Rest von Leipzig“ genannt.
In der Premierensaison 1963/64 belegte der SC Leipzig zwar den dritten Platz in der DDR-Oberliga, konnte aber trotzdem nicht die Erwartungen erfüllen. Denn der „Rest von Leipzig“ sicherte sich überraschend den Meistertitel. Im FDGB-Pokal 1963/64 erreichten sie durch einen 3:2-Sieg in der Verlängerung das Finale und trafen dort auf den SC Aufbau Magdeburg. Im Paul-Greifzu-Stadion in Dessau unterlagen die Leipziger mit 2:3.
In der zweiten Saison belegte der SC Leipzig in der DDR-Oberliga den vierten Platz und stand damit erneut nur einen Platz hinter der BSG Chemie Leipzig, die den dritten Platz belegte. Im FDGB-Pokal schieden die Leipziger im Viertelfinale nach einer 1:3-Niederlage gegen den SC Motor Jena aus dem Wettbewerb aus. Im internationalen Wettbewerb um den International Football Cup gelang den Leipzigern in der vierten Auflage der Einzug ins Finale, das nach Hin- und Rückspiel gegen Polonia Bytom mit 4:5 verloren wurde.
In der Saison 1965/66 kam es erneut zu großen Veränderungen im DDR-Fußball, weil die Fußballsektionen aus den Sportclubs der DDR ausgegliedert wurden und eigene Fußballclubs gründeten. Für den SC Leipzig hatte dies die Auswirkung, dass die Fußballsektion am 20. Januar 1966 mit dem 1. FC Lokomotive Leipzig einen Fußballclub gegründete. In der DDR-Oberliga belegte der 1. FC Lokomotive Leipzig den dritten Platz, und im FDGB-Pokal schied die Mannschaft im Achtelfinale gegen den 1. FC Magdeburg aus. Die Teilnahme am International Football Cup konnte mit dem in Hin- und Rückspiel ausgetragenen Finale als Erfolg verbucht werden; nachdem man beim IFK Norrköping noch mit 0:1 verloren hatte, konnte im Rückspiel das Spiel mit 4:0 gewonnen werden.
Zur nachfolgenden Geschichte siehe 1. FC Lokomotive Leipzig.

### Bekannte Spieler
- Jörg Berger
- Dieter Engelhardt
- Henning Frenzel
- Manfred Geisler
- Horst Weigang

## Sektion Hockey

### Geschichte
Vom SC Rotation Leipzig übernahm der SC Leipzig die erfolgreiche Hockeysektion, die insgesamt acht deutsche Meistertitel gewinnen konnte. Der SC Leipzig konnte an die Erfolge anknüpfen. Gleich im ersten Jahr der Zugehörigkeit konnten sowohl die Frauen als auch die Männer Hallenhockey-Meisterschaft gewinnen. Im Jahr 1965 gewannen die Frauen erneut die deutsche Hallenhockey-Meisterschaft. Die Männer gewannen 1968 erst die Hallenhockey-Meisterschaft, und ein Jahr später konnten sie den Meistertitel im Feldhockey gewinnen. Der Feldhockey-Meistertitel ist der letzte Hockeytitel des SC Leipzig, weil sich die Sektion noch im Jahr 1969 auflöste. Die Kinder- und Jugendmannschaften wurden in die Sektion Hockey der BSG Rotation Leipzig-Südost integriert.

### Erfolge

#### Frauen
- DDR-Meister im Hallenhockey: 1963, 1965

#### Männer
- DDR-Meister im Feldhockey: 1969
- DDR-Meister im Hallenhockey: 1963, 1968

### DDR-Nationalspieler

#### Frauen
- Renate Grabo – 4 Länderspiele (1957–1958)
- Edith Licht – 3 Länderspiele (1955–1957)
- Traudel Stoltze – 2 Länderspiele (1958)
- Renate Winker – 6 Länderspiele (1955–1958)

#### Männer
- Lothar Beyer – 1 Länderspiel (1956)
- Reiner Hanschke – 10 Länderspiele (1962–1965)
- Rüdiger Kasch – 15 Länderspiele (1968–1973)
- Adolf Krause – 51 Länderspiele (1956–1966)
- Dietmar Krause – 1 Länderspiel (1964)
- Gerhard Krieger – 28 Länderspiele (1967–1973)
- Heinrich Kruse – 15 Länderspiele (1956–1963)
- Lothar Lippert – 79 Länderspiele (1959–1968)
- Dieter Lorenz – 2 Länderspiele (1969)
- Frank Mäusert – 14 Länderspiele (1957–1964)
- Günter Oehmichen – 2 Länderspiele (1955–1956)
- Klaus-Dieter Schaltonat – 23 Länderspiele (1969–1976)
- Horst Sender – 17 Länderspiele (1954–1957)
- Axel Thieme – 78 Länderspiele (1959–1968)
- Rolf Thieme – 65 Länderspiele (1968–1981)
- Klaus Vetter – 83 Länderspiele (1964–1977)
- Werner Wiedersich – 13 Länderspiele (1969–1974)

## Sektion Volleyball
Vom SC Rotation Leipzig erbte der SC Leipzig die erfolgreiche Volleyballsektion, und auch der SC Leipzig konnte an die erfolgreiche Zeit anknüpfen. Die Frauen gewannen dreimal den DDR-Meistertitel und einmal den FDGB-Pokal. Mit insgesamt 19 Meistertiteln ist der SC Leipzig bei den Männern der Rekordmeister. Die Männer gewannen zudem dreimal den FDGB-Pokal und einmal den Europapokal der Landesmeister. Nach dem Ende des SC Leipzig schlossen sich die Volleyballer 1998 dem VfB Leipzig an.

### Frauen

#### Erfolge
- DDR-Meister: 1967, 1970, 1971
- FDGB-Pokalsieger: 1965

#### Bekannte Spielerinnen
- Brigitte Fetzer
- Ute Kostrzewa
- Beate Paetow
- Karin Püschel
- Anne-Kathrin Schade
- Johanna Strotzer
- Claudia Wilke

### Männer

#### Erfolge
- Europapokal der Landesmeister (Sieger): 1964
- Europapokal der Landesmeister (Finalist): 1975
- DDR-Meister: 1963, 1964, 1965, 1966, 1967, 1968, 1969, 1970, 1971, 1972, 1973, 1974, 1975, 1976, 1982, 1983, 1985, 1987, 1989
- FDGB-Pokalsieger: 1966, 1967, 1987

#### Bekannte Spieler
- Jan-Türk Daßler
- Wolfgang Löwe
- Jürgen Maune
- Horst Peter
- Eckehard Pietzsch
- Siegfried Schneider
- Arnold Schulz
- Rudi Schumann
- Günther Thomae
- Wolfgang Weise
- Marek Wenzel

## Weitere Sektionen

### Sportliche Erfolge

#### Judo
- DDR-Mannschaftsmeister der Männer: 1977

#### Degenfechten
- DDR-Mannschaftsmeister der Männer: 1977

#### Florettfechten
- DDR-Mannschaftsmeister der Frauen: 1973, 1974, 1978

### Bekannte Sportler
- Karin Balzer – Leichtathletin
- Elisabeth Eichholz – Radsportlerin
- Jürgen Haase – Leichtathlet
- Christina Heinich – Leichtathletin
- Harald Heinke – Judoka
- Helmut Howiller – Judoka
- Manfred Kokot – Leichtathlet
- Udo Quellmalz – Judoka
- Horst Stottmeister – Ringer
- Frank Siebeck – Leichtathlet
- Ute Starke – Turnerin
- Torsten Wagner – Ringer
- Erika Zuchold – Turnerin